# Маунт-Уэзер
Центр по координа́ции де́йствий в усло́виях чрезвычайных ситуаций Ма́унт-Уэ́зер (англ. Mount Weather Emergency Operations Center) — гражданский командный пункт в штате Виргиния, находящийся в составе Федерального агентства по управлению в чрезвычайных ситуациях (FEMA) и используемый в качестве центра управления предупреждения и ликвидации чрезвычайных ситуаций. Также известен как «Высо́тный объе́кт осо́бого назначе́ния» (англ. High Point Special Facility; HPSF). Начиная с 1991 года преимущественно именуется как SF (англ. Объект особого назначения).
Объект является крупным по площади местом, предназначенным для размещения высокопоставленных гражданских и военных официальных лиц США в случае наступления национальной катастрофы с целью обеспечения сохранения руководства страны согласно плану непрерывности деятельности правительства США.
Маунт-Уэзер является местом управления Национальной радиосистемы Федерального агентства по управлению в чрезвычайных ситуациях (англ. FEMA National Radio System; FNARS), высокочастотной системы радиосвязи, соединяющей большинство агентств общественной безопасности и Вооружённых сил США с большинством штатов. FNARS позволяет президенту США получить доступ к Системе экстренного оповещения.
Маунт-Уэзер привлёк широкое внимание общественности после того, как 1 декабря 1974 года газета The Washington Post опубликовала сообщение об авиационной катастрофе, случившейся с самолётом Boeing 727 под Вашингтоном.

## История
В конце XIX века годах здесь располагалась метеорологическая станция, давшая название месту. Во время Второй мировой войны она именовалась «лагерь № 114» (Camp #114) и с сентября 1943 по 19 июня 1946 года использовалась как объект гражданской общественной службы. В то время на площадке располагалось только два постоянных здания: администрации/общежития и лаборатории, которые сохранились до наших дней, будучи дополнены более поздними постройками.
В 1959 году здесь было положено начало строительству нынешнего комплекса сооружений Маунт-Уэзер, который первоначально получил название «Область Б» (англ. Area B). В 1979 году ФЕМА возвела на поверхности горы учебные объекты, получившие обозначение «Область А» (англ. Area A).
Надземная часть комплекса ФЕМА («область A») составляет не менее 434 акров (176 га). Это пространство занимает тренировочную зону неизвестной площади. «Область Б» представляет собой подземный комплекс, охватывает 600 000 квадратных футов (56 000 М²).

## Местонахождение
Маунт-Уэзер находится посреди Голубого хребта. Наземный доступ к нему осуществляется посредством дороги штата Виргиния 601 (также известной как дорога Голубого хребта) вблизи населённых пунктов Блюмонт и Берривилл в 48 милях (77 километров) к западу от Вашингтона.

## Эвакуации
Между 1979 и 1981 годами Национальная галерея искусства разработала на случай чрезвычайной ситуации программу по перевозке на вертолёте наиболее ценных картин из своей коллекции в Маунт-Уэзер, успех которой зависит от того, насколько быстро будет получено сообщение об этом.
Согласно письму редактору газеты The Washington Post после террористических актов 11 сентября 2001 года большая часть руководящих лиц Конгресса США была в срочном порядке эвакуирована на вертолёте в Маунт-Уэзер.

## В СМИ
Впервые Маунт-Уэзер был показан с высоты птичьего полёта в 1983 году в документальном фильме ABC News, продюсером которого выступил Билл Лихтенштайн, вышедшем в новостном тележурнале 20/20 сюжете «Ядерная подготовка: можем ли мы выжить», в котором принимал участие корреспондент 20/20 Том Ярриэль. Лихтенштайн пролетел со своей съёмочной группой над Маунт-Уэзер. В фильме приняли участие лидером парламентского большинства в Палате представителей США Тип О’Нил и член палаты Эд Марки, которые подтвердили, что в случае ядерной войны и национальной катастрофы существует план по эвакуации правительства США в Маунт-Уэзер.
Маунт-Уэзер, наряду с созданным во время холодной войны бункером Гринбриер для эвакуации конгрессменов, упоминается в документальной фильме телеканала A&E «Бункеры» (англ. Bunkers), впервые показанном 23 октября 2001 года. В нём были представлены обширные интервью с инженерами и аналитиками в области разведки и политики, проливающие свет на малоизвестную тему о тайных правительственных убежищах. Авторы фильма сравнили Маунт-Уэзер и Гринбриер с командным бункером Саддама Хусейна, который был построен под Багдадом и выдержал удары семи JDAM-бомб во время битвы за Багдад в апреле 2003 года.
Писатель Уильям Паундстоун исследовал Маунт-Уэзер в своей книге «Ещё большие тайны» (англ. Bigger Secrets), вышедшей в 1989 году.

## В массовой культуре
В романе Чарльза Бейли и Флетчера Нибела «Семь дней в мае» упоминается объект под названием Маунт-Сандер, представляющий собой отсылку к Маунт-Уэзер, хотя описание дорог в книге ясно показывает, что речь идёт об одном и том же месте. Маунт-Уэзер также упоминается в одноимённом фильме, снятом на основе книги в 1964 году во время президентства Джона Кеннеди.
Также Маунт-Уэзер является место действия для нескольких апокалиптических и постапокалиптических художественных произведений, таких, как заключительные серии девятого сезона сериала «Секретные материалы» 2002 года, фильм «День, когда Земля остановилась» в 2008 году, серия научно-фантастических романов The 100 и одноимённый сериал, а также предпоследняя серия четвёртого сезона сериала про зомби-апокалипсис Нация Z. 
Успех операции Национальной галереи искусства по перевозке на вертолёте наиболее ценных картин из своей коллекции в Маунт-Уэзер косвенно отражён в сериале «Сотня», где демонстрируется множество картин и других произведений искусства из коллекции этой галереи, находящихся на складе горы Везер. По сюжету сериала большая их часть гибнет от взрыва вместе со всей базой.